# Juan Azzarini

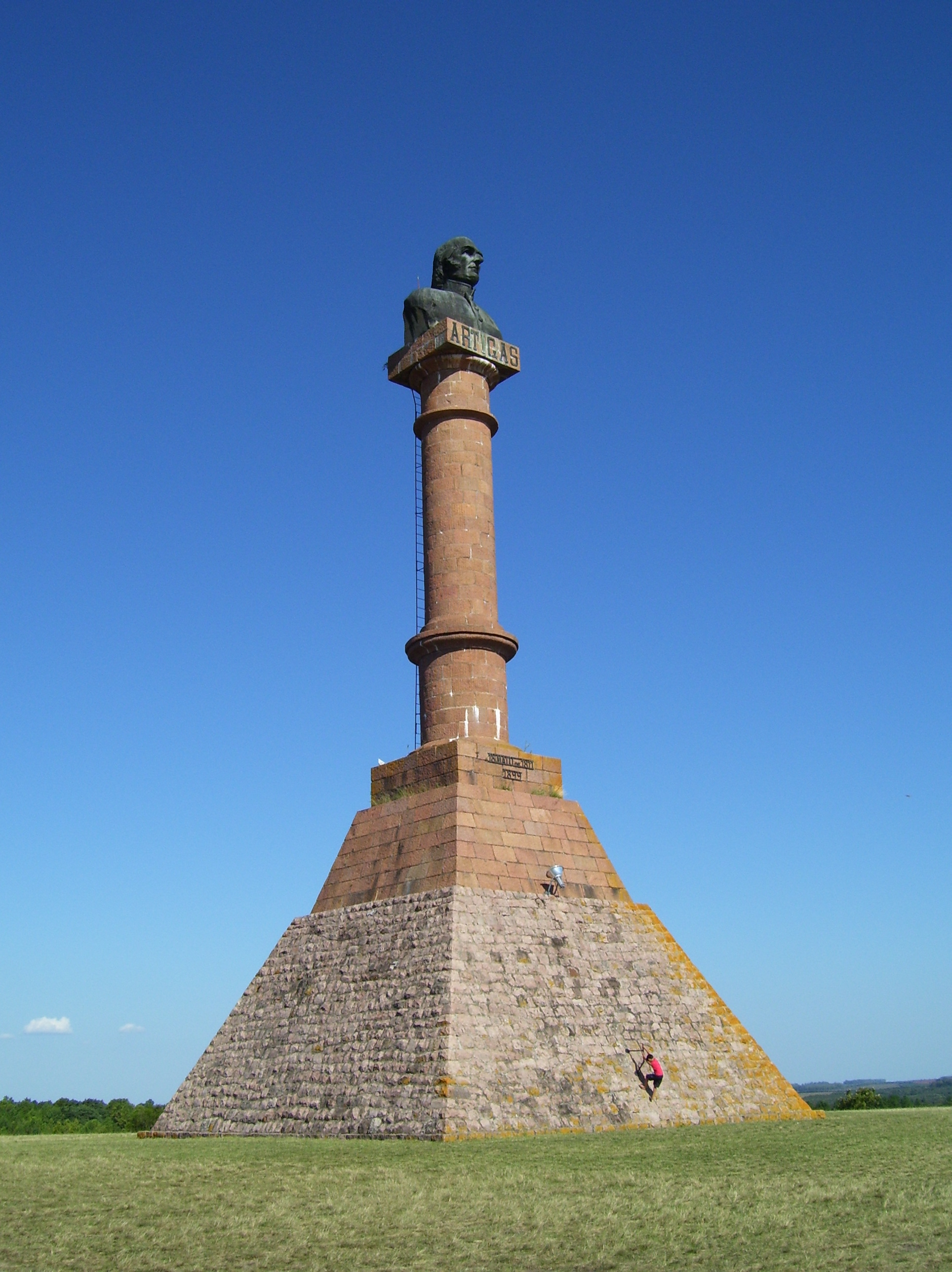
El busto de Artigas en el monumento inaugurado en 1899 en la meseta de Artigas, fue obra de Juan Azzarini.

Juan Azzarini (Génova, Italia, 26 de marzo de 1853 - Montevideo, 1924) fue un escultor italiano radicado en Uruguay, autor del busto de José Gervasio Artigas en el monumento de la meseta de Artigas, departamento de Paysandú.

## Biografía
Se formó en la Academia de escultura de Génova y en 1879, junto a su esposa Teresa Arabanti, se estableció en Uruguay. Fue profesor de dibujo en la Escuela de Artes y Oficios de Montevideo. La mayor parte de sus obras se encuentran en plazas, cementerios y estancias de Uruguay y del estado brasileño de Río Grande del Sur.
Realizó numerosas obras de arte funerario (estatuas, bustos, alegorías de origen clásico y cristiano combinadas) que se encuentran en cementerios de Montevideo, Artigas, Fray Bentos, Paysandú y Salto, entre ellos el cementerio Central de Montevideo, donde es el escultor con mayor cantidad de obras, y el cementerio viejo o monumento a Perpetuidad de Paysandú.
Su obra más conocida es el busto de José Gervasio Artigas de 5,50 m de altura, en el monumento inaugurado en 1899 en la meseta de Artigas. Está colocado sobre una columna de granito asentada sobre una base piramidal.
Participó de la construcción del monumento inaugurado en 1892 con motivo de los 400 años de la llegada de Cristóbal Colón a América, en la plaza Independencia de Durazno.
Además de sus propios trabajos también importó obras desde Italia, entre ellas una réplica de El descanso del obrero, realizada en el taller de su propio autor, el escultor Enrico Butti.
Falleció en Montevideo en 1924.

## Galería de imágenes

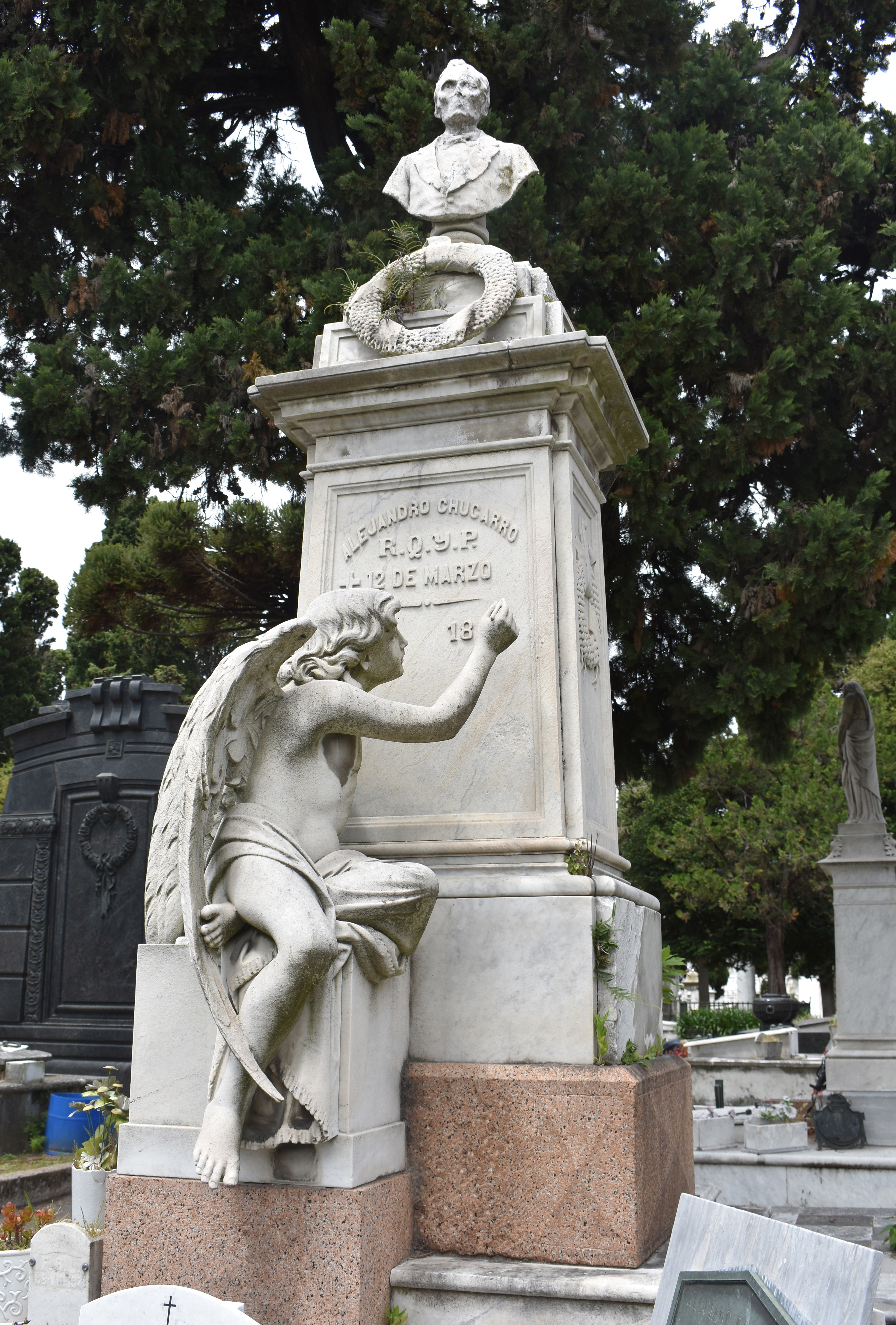
Tumba Alejandro Chucarro, Cementerio Central, Montevideo